# 키카타
베다에 언급된 키카타 왕국은 정확한 지리적 위치가 학술적으로 논의의 대상이 되는 고대 인도 왕국이다. 일부 학자들은 키카타가 후대 문헌에서 마가다와 동의어로 사용되기 때문에 현재의 비하르주에 있는 마가다 지역과 관련시킨다. 반면 다른 학자들은 더 서쪽, 아마도 쿠루크셰트라 근처(아래 위치 참조)에 있었을 것으로 추정한다.
리그베다는 키카타족을 베다를 따르지 않는, 잠재적으로 비아리아인 기원의 베다 인도 동쪽에 사는 사람들로 언급한다. 침머와 같은 학자들은 야크샤를 언급하면서 그들이 비아리아인이라고 주장했다. 베버에 따르면, 그들은 베다 이전 아리아인의 후손이었으며 때때로 다른 베다인들과 갈등을 겪었다.

## 위치
일부 학자들은 키카타 왕국을 비하르주의 마가다 지역과 연관시키지만, 다른 학자들은 문헌적 증거와 지리적 분석을 바탕으로 다른 위치를 제시한다. 미틸라 샤란 판데이는 서부 우타르프라데시 근처의 위치를 제안하고, O.P. 바라드와지는 그들을 사라스바티강 근처에 둔다. 역사가 람 샤란 샤르마는 그들이 하리아나에 위치했을 가능성이 높다고 믿으며, 미하엘 비첼은 쿠루크셰트라 남쪽, 아마도 라자스탄 동부 또는 마디아프라데시 서부에 위치했을 것으로 제안한다. 비첼의 주장은 마가다 지역이 리그베다에 명시적으로 언급되지 않았다는 관찰에 의해 더욱 뒷받침된다.

## 문헌상의 언급
키카타와 매우 유사한 키타바와 키티카라는 이름은 마하바라타에서 발견되었다.
아자족, 프리슈니족, 시카타족, 아루나족, 그리고 키타바족은 모두 베다 연구의 공덕으로 천국에 갔다 (12:26).
아비샤하족, 수라세나족, 시비족, 바사티족, 살바족, 마츠야족, 암바시타족, 트리가르타족, 케카야족, 사우비라족, 키타바족, 그리고 동부, 서부, 북부 지역 거주자들—이 열두 용감한 종족은 비슈마를 위해 목숨을 아끼지 않고 싸우기로 결심했다(6:18). 사우비라족, 키타바족, 동부인, 서부인, 북부인, 말라바족, 아비샤하족, 수라세나족, 시비족, 그리고 바사티족은 쿠루크셰트라 전쟁에서 카우라바 편에 참전한 것으로 언급되었다(6:107). 사우비라족, 키타바족, 동부인, 서부인, 북부인, 말라바족, 아비샤하족, 수라세나족, 시비족, 바사티족, 살바족, 사야족, 트리가르타족, 암바쉬타족, 그리고 카이케야족은 (6:120)에서 다시 카우라바 편으로 언급되었다.
바이라마족, 파라다족, 퉁가족, 그리고 하늘이나 강에서 온 물에 의존하는 작물로 살았던 키타바족과 해안가, 숲, 또는 바다 건너 나라에서 태어난 사람들은 염소와 소, 당나귀와 낙타, 채소, 꿀, 담요, 다양한 종류의 보석과 귀중품을 가지고 문 밖에서 들어가는 것을 거부당한 채 기다렸다. -- 판다바 왕 유디슈티라에게 조공을 바치기 위해 (2:50).
마드라카, 카르나베슈타, 싯다르타, 그리고 키타카; 수비라, 수바후, 마하비라, 그리고 발리카, 크라타, 비치트라, 수라타, 그리고 잘생긴 닐라 왕은 (1:67)에서 왕들로 언급되었다.
키카타(कीकट)는 마하바라타 (VIII.30.45)에 언급되어 있다....."카라사카라족, 마히샤카족, 칼링가족, 키카타족, 아타비족, 카르코타카족, 비라카족, 그리고 다른 종교 없는 사람들은 항상 피해야 한다."
리그베다가 키카타족에 부여한 속성처럼, 아타르바베다 또한 마가다족과 앙가족과 같은 남동부 부족들을 브라만교 인도 국경에 사는 적대적인 부족으로 언급한다. 푸라나 문헌에 따르면 키카타는 가야 근처에 위치한다. 이는 차란-아드리에서 그리다라쿠타 (영취산), 라즈기르까지 뻗어 있는 것으로 묘사된다.

## 통치자 목록
알려진 주요 통치자는 다음과 같다:
- 키타카 왕
- 프라망가다
- 수비라
- 수바후
- 마하비라
- 발리카
- 크라타
- 비치트라
- 수라타
- 닐라
- 마드라카
- 카르나베슈타
- 싯다르타

## 같이 보기
- 자나파다
- 마하자나파다
- 리그베다
- 마하바라타 및 비야사
- 브라만교